# 冻原薹草
冻原薹草（学名：Carex siroumensis）是莎草科薹草属的植物。分布于日本、朝鲜以及中国大陆的吉林省等地，生长于海拔2,200米至2,400米的地区，多生长在高山草原以及岩石陡壁的石缝中，目前尚未由人工引种栽培。